# Singrist
Singrist [siŋɡʁist]  est une ancienne commune française située dans le département du Bas-Rhin, en région Grand Est. 
Cette commune se trouve dans la région historique et culturelle d'Alsace et est devenue, le 1er janvier 2016, une commune déléguée de la commune nouvelle de Sommerau.

## Géographie

### Communes limitrophes
- au nord : Marmoutier
- au nord-est : Reutenbourg
- à l'est : Jetterswiller
- au sud-est : Crastatt
- au sud : Romanswiller et Allenwiller
- au sud-ouest : Salenthal
- à l'ouest : Dimbsthal et Wasselonne

## Politique et administration
| Période                                  | Période       | Identité            | Étiquette | Qualité |
| ---------------------------------------- | ------------- | ------------------- | --------- | ------- |
| Les données manquantes sont à compléter. |               |                     |           |         |
| mars 2001                                | mars 2008     | Richard Diemer      |           |         |
| mars 2008                                | décembre 2015 | Jean-Jacques Andres |           |         |

## Démographie
L'évolution du nombre d'habitants est connue à travers les recensements de la population effectués dans la commune depuis 1793. À partir du 1er janvier 2009, les populations légales des communes sont publiées annuellement dans le cadre d'un recensement qui repose désormais sur une collecte d'information annuelle, concernant successivement tous les territoires communaux au cours d'une période de cinq ans. 
Pour les communes de moins de 10 000 habitants, une enquête de recensement portant sur toute la population est réalisée tous les cinq ans, les populations légales des années intermédiaires étant quant à elles estimées par interpolation ou extrapolation. Pour la commune, le premier recensement exhaustif entrant dans le cadre du nouveau dispositif a été réalisé en 2004,.
En 2013, la commune comptait 402 habitants, en évolution de +15,85 % par rapport à 2008 (Bas-Rhin : +1,68 %, France hors Mayotte : +2,49 %).
| 1793 | 1800 | 1806 | 1821 | 1831 | 1836 | 1841 | 1846 | 1851 |
| ---- | ---- | ---- | ---- | ---- | ---- | ---- | ---- | ---- |
| 296  | 328  | 359  | 412  | 442  | 429  | 403  | 429  | 434  |

| 1856 | 1861 | 1866 | 1871 | 1875 | 1880 | 1885 | 1890 | 1895 |
| ---- | ---- | ---- | ---- | ---- | ---- | ---- | ---- | ---- |
| 412  | 420  | 389  | 343  | 600  | 328  | 320  | 310  | 297  |

| 1900 | 1905 | 1910 | 1921 | 1926 | 1931 | 1936 | 1946 | 1954 |
| ---- | ---- | ---- | ---- | ---- | ---- | ---- | ---- | ---- |
| 289  | 304  | 289  | 286  | 254  | 284  | 280  | 259  | 271  |

| 1962 | 1968 | 1975 | 1982 | 1990 | 1999 | 2004 | 2009 | 2013 |
| ---- | ---- | ---- | ---- | ---- | ---- | ---- | ---- | ---- |
| 266  | 278  | 296  | 318  | 319  | 329  | 334  | 355  | 402  |

## Lieux et monuments
- Tunnel de l'ancienne ligne de Saverne à Molsheim. Construit entre 1874 et 1875 et long de 437 mètres, il est en friche depuis la fermeture de la ligne en 1988[6].

## Personnalités liées à la commune

### Héraldique
| Blason de Singrist | Blason  | D'azur à la croix latine alésée d'or, le canton dextre chargé d'un croissant contourné du même. |
| Blason de Singrist | Détails |                                                                                                 |